# Бойко, Михаил Калинович
Михаил Калинович Бойко (29 октября 1910 года, Киев — 22 января 1983 года, Ростов-на-Дону) — советский военный деятель, Генерал-майор (1955 год).

## Начальная биография
Михаил Калинович Бойко родился 29 октября 1910 года в Киеве.

## Военная служба

### Довоенное время
В октябре 1927 года был призван в ряды РККА и направлен на учёбу в Киевскую пехотную школу, которую закончил в 1930 году. Одновременно учился в вечерней партийной школе 2-й ступени при Киевской партшколе, которую также закончил в 1930 году.
С мая 1930 года служил в 137-м стрелковом полку (46-я стрелковая дивизия, Украинский военный округ) на должностях командира стрелкового взвода, учебного взвода связи, роты и начальника штаба батальона.
В мае 1935 года Бойко был направлен на учёбу в Военную академию имени М. В. Фрунзе, по окончании которой с июля 1938 года служил в Генеральном штабе РККА на должности для особо важных поручений, а затем последовательно назначался на должности начальника 2-го отделения спецзаданий и начальника отдела Разведывательного управления Генштаба РККА.
В 1940 году Бойко был направлен в командировку в Китай для проверки советнического аппарата.

### Великая Отечественная война
В начале Великой Отечественной войны Бойко продолжил работать в Генштабе Красной Армии.
В ноябре 1941 года был назначен на должность начальника отделения и заместителя начальника штаба 20-й армии (Западный фронт), находясь на которой, принимал участие в битве под Москвой, во время которой был ранен.
После излечения в январе 1943 года Бойко был назначен на должность заместителя начальника Курсов усовершенствования офицерского состава Западного фронта.
С 25 января по 14 февраля 1944 года временно командовал 36-м стрелковым корпусом (33-я армия, Западный фронт), ведшего оборонительные и наступательные бои юго-восточнее Витебска. С ноября 1944 года Бойко исполнял должность начальника штаба 36-го гвардейского стрелкового корпуса (11-я гвардейская армия, 3-й Белорусский фронт).

### Послевоенная карьера
С июля 1946 года находился в распоряжении Военного совета Прибалтийского военного округа, а в октябре был уволен в запас по болезни, однако в феврале 1947 года был вновь призван в ряды Советской Армии и в марте был назначен на должность начальника 1-го отделения штаба 24-й стрелковой дивизии (Прикарпатский военный округ), а в марте 1948 года — на должность начальника штаба 70-й гвардейской стрелковой дивизии.
В ноябре 1950 года Бойко был направлен на учёбу в Высшую военную академию имени К. Е. Ворошилова, по окончании которой в январе 1953 года был назначен на должность начальника штаба 216-й стрелковой дивизии, в ноябре 1953 года — на должность начальника штаба 22-го стрелкового корпуса, а в сентябре 1956 года — на должность начальника штаба 19-го стрелкового корпуса, преобразованного в июне 1957 года в 19-й армейский корпус.
В феврале 1959 года был назначен на должность военкома Ростовского областного военного комиссариата.
Генерал-майор Михаил Калинович Бойко в октябре 1967 года вышел в запас. Умер 22 января 1983 года в Ростове-на-Дону.

## Награды
- Орден Ленина;
- Три ордена Красного Знамени;
- Орден Кутузова 2 степени;
- Два ордена Красной Звезды;
- Медали.